# Szarka József (tanár, 1764–1827)
Szarka József (Pozsony, 1764. – Pest, 1827. szeptember 7.) bölcseleti doktor, fizikus, egyetemi tanár.

## Élete
Papi pályára készült, később azonban a tanárira ment át és 1791-ben a pesti egyetemhez neveztetett ki a természettan helyettes tanárának. Helyét 1792. január 1-jén foglalta el; de már öt hónap múlva a pécsi kollegium tanára lett. 1809-ben hasonló minőségben Győrbe helyezték át, 1819-ben pedig a pesti egyetemre az államszámviteltan tanárának hívták meg. 1826. augusztus 30-án az egyetem rektorává választották.

## Munkái
- Dissertatio de vaporum mutationibus quas in atmosphaera terrae subeunt. Budae, 1799.
- Tentamen publicum e physica et re rustica in academia Quinque-Ecclesiae 1798. Quinque-Ecclesiae, 1801.
- Lehrbuch der Compatibilitäts-Wissenschaft, systematisch entworfen. Wien, 1822-23. Két kötet. (2000 frt. pályadíjat nyert).

Kiadta Horváth János: Elementa physicae c. munkájának 5. kiadását Budán 1807-ben.